# Monte Suchello
Il Monte Suchello (detto anche Zucchello), alto 1.541 m s.l.m., è una montagna delle Prealpi Orobie situata lungo il crinale che separa la Valle Brembana dalla Valle Seriana, in provincia di Bergamo.

## Descrizione
Fa parte dello spartiacque che declina dal monte Alben e che divide val Brembana (val Serina) e val Seriana (val Vertova). È situato appena a est di Costa Serina, paese dal quale partono i sentieri più battuti per la vetta. Presenta una particolare forma a 3 cime, grazie alla quale è facilmente riconoscibile. Amministrativamente è diviso tra le realtà comunali di Costa Serina e Gazzaniga.
Dalla vetta erbosa si ha una bella visuale sul versante sud del Monte Alben e sulla bassa Val Serina, mentre più lontane si possono ammirare diverse vette della val Seriana e val Brembana. Tra gli altri si scorgono il pizzo della Presolana, il pizzo dei Tre Signori, le Grigne, il Resegone e anche il monte Rosa.
Dal Suchello si possono compiere traversate verso il Monte Alben, il Monte Poieto oppure la Val Vertova.
Ogni luglio sulla cima si tiene la tradizionale festa della montagna, organizzata da un gruppo locale di Costa Serina.

## Toponimo
Come testimoniato sin dal 1300 da alcuni documenti storici, il nome originale del monte è Zucchello, sebbene oggi si utilizzi la denominazione Suchello, probabilmente derivata dal dialettale Söchel. Il significato potrebbe essere probabilmente piccolo zucco, inteso come dolce elevazione del terreno, oppure, dal termine dialettale söchel, piccolo ceppo.

## Accessi
La via più breve segue il sentiero CAI 519A e parte da Costa Serina, dal Santuario della Madonna della Neve. Mediante facile sentiero si sale nel bosco, si passa dai prati dell'Aral e si rientra tra gli alberi. Il tracciato poi diventa più ripido salendo a zig zag, uscendo dal bosco solamente alla fine, arrivando alla croce di vetta in circa un'ora e 20 minuti dalla partenza. Si può allungare leggermente il percorso deviando a destra all'altezza di una pozza d'acqua alla sommità dei prati dell'Aral, salendo nel bosco, passando dalla stalla Al di Mafé e percorrendo poi una facile e panoramica cresta che porta all'antecima e successivamente alla cima.
È raggiungibile anche da Aviatico mediante il sentiero indicato con il segnavia numero 519, che si dirama dal monte Poieto, raggiunge la località La Forca, posta a monte dell'abitato, e dopo aver percorso una lunga cresta erbosa giunge alla sopracitata stalla Al di Mafé, seguendo da qui il percorso precedentemente descritto.

## Galleria d'immagini

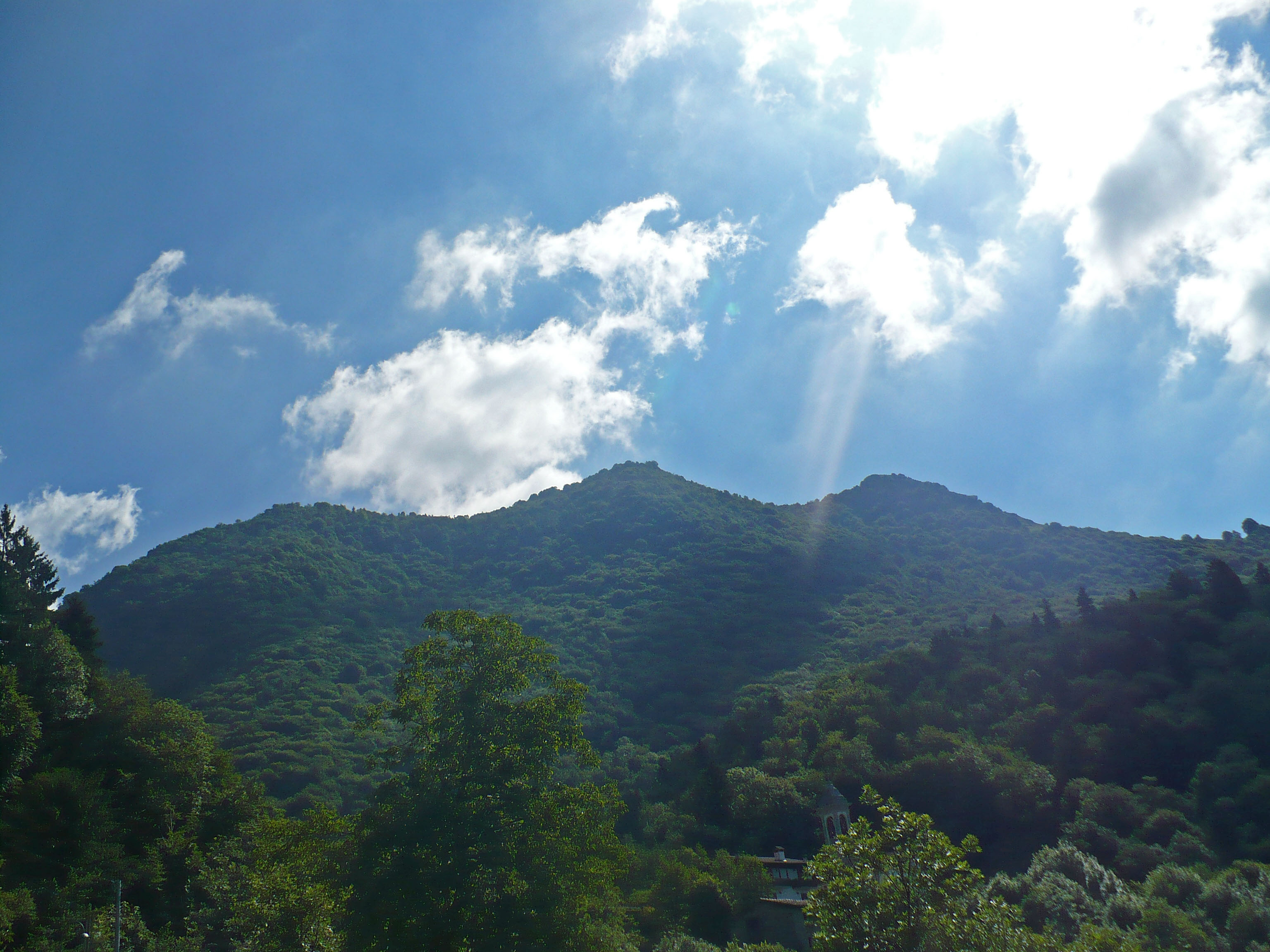
Il Monte Suchello visto da Costa Serina
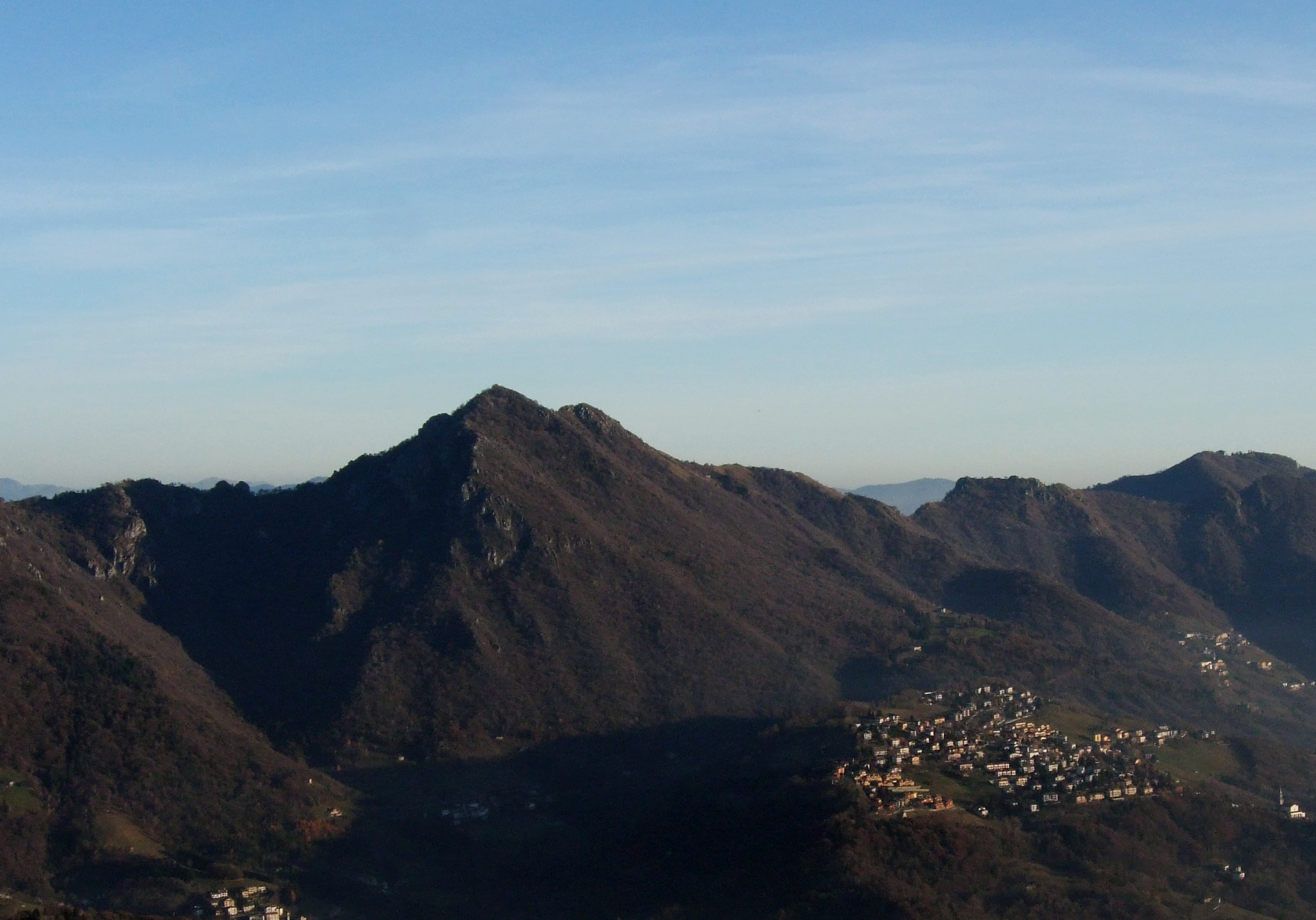
Il monte Suchello visto dal monte Gioco
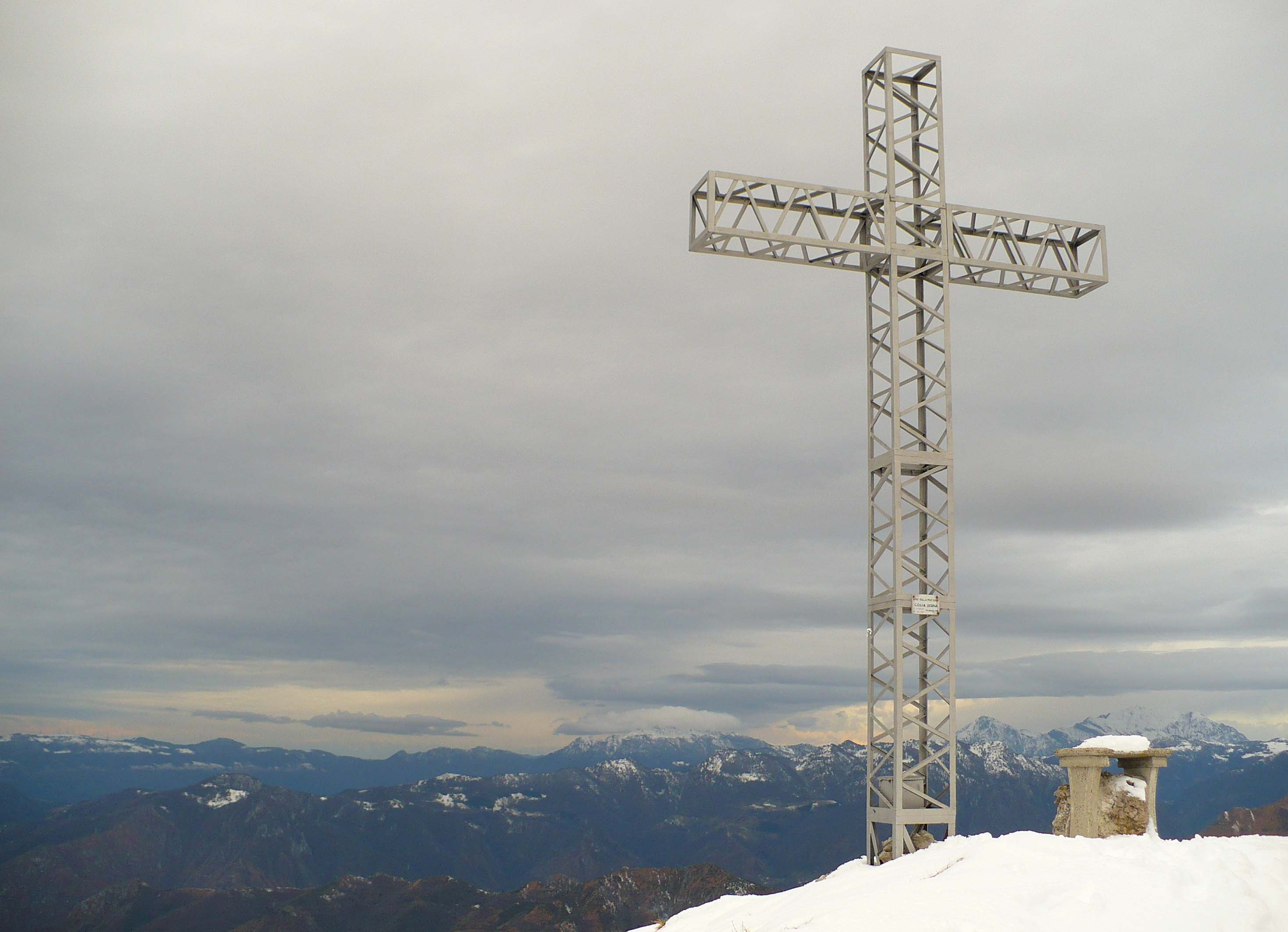
La croce di vetta in veste invernale
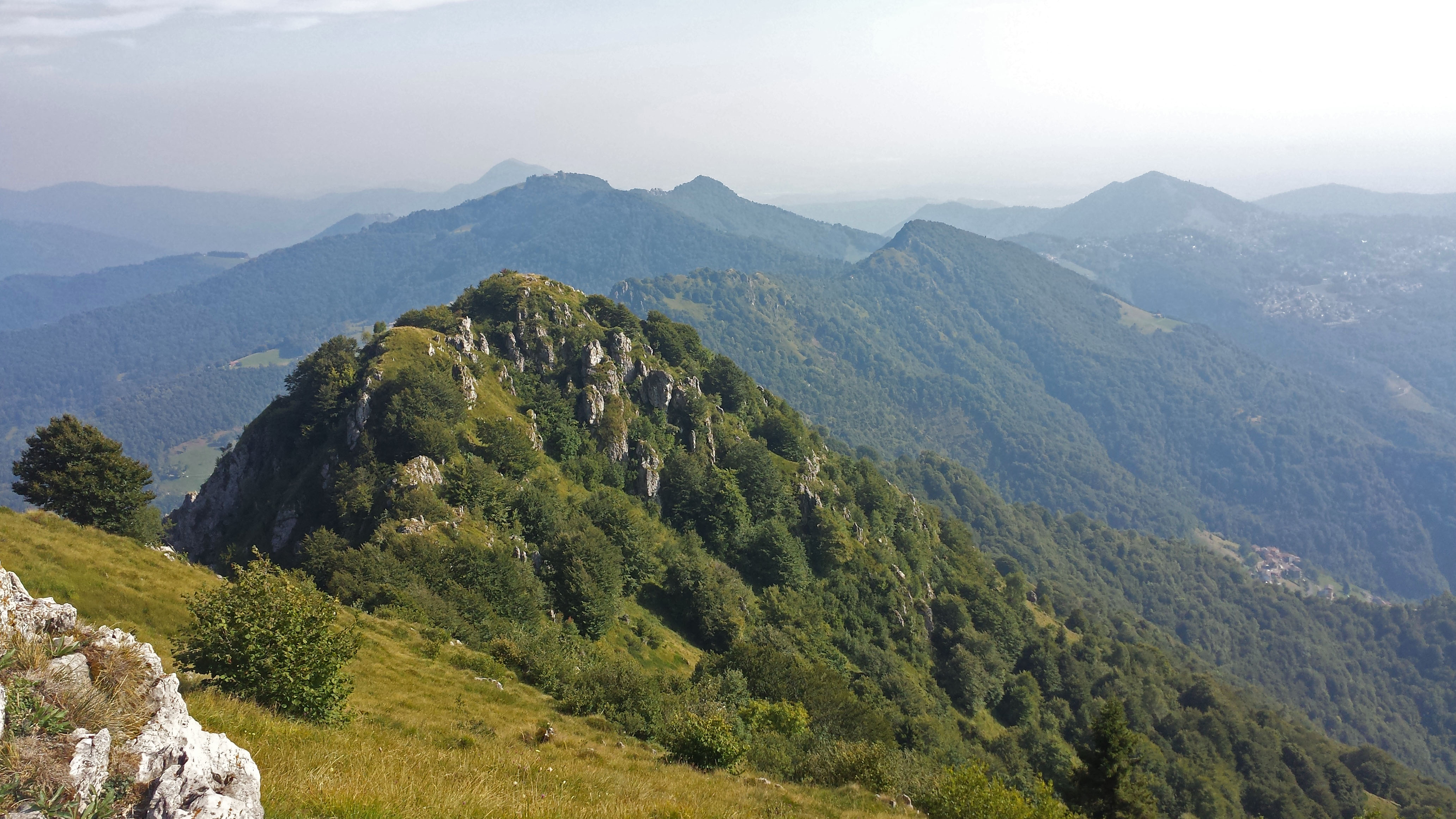
L'anticima del Suchello vista dalla cima
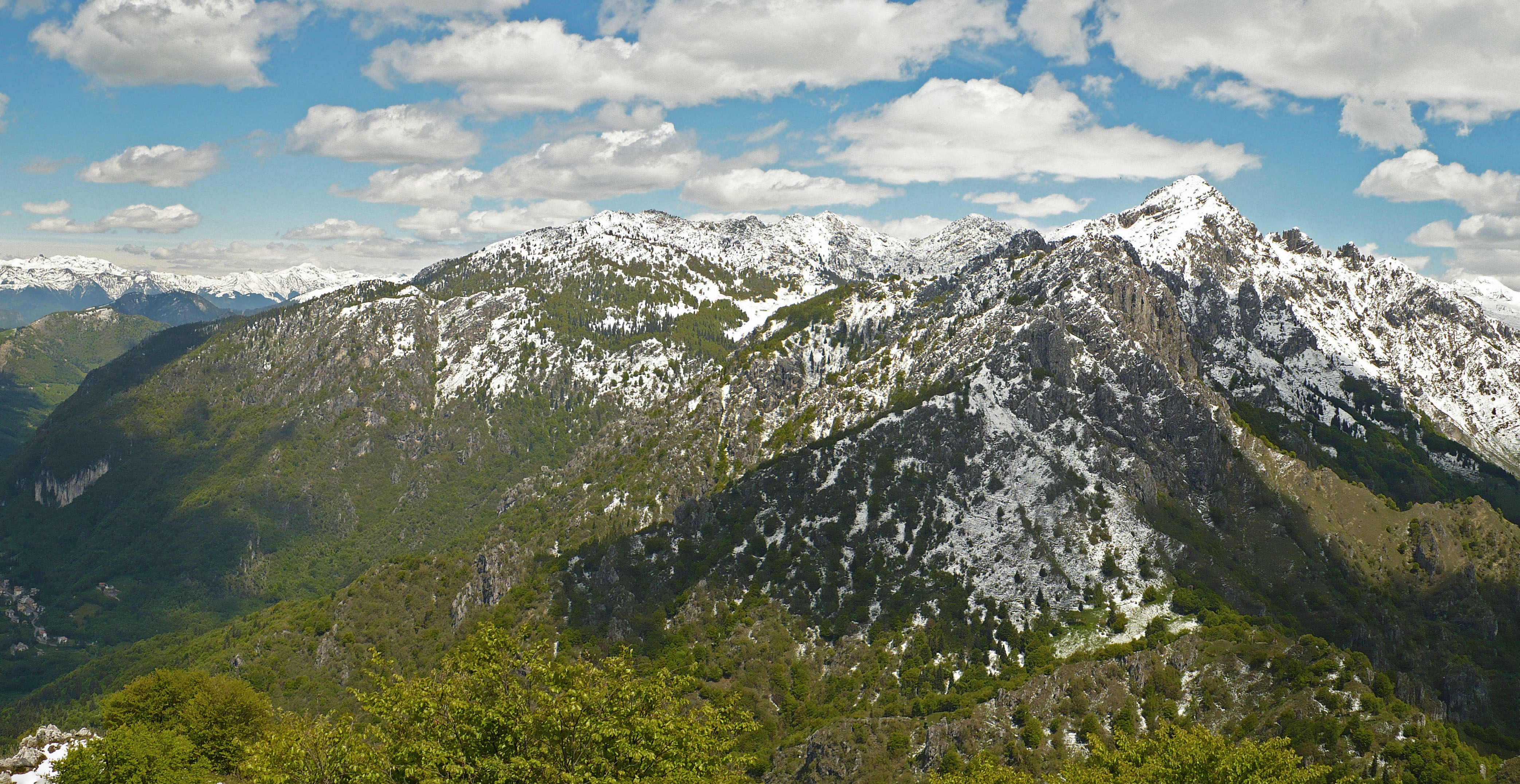
Il Monte Alben visto dalla vetta
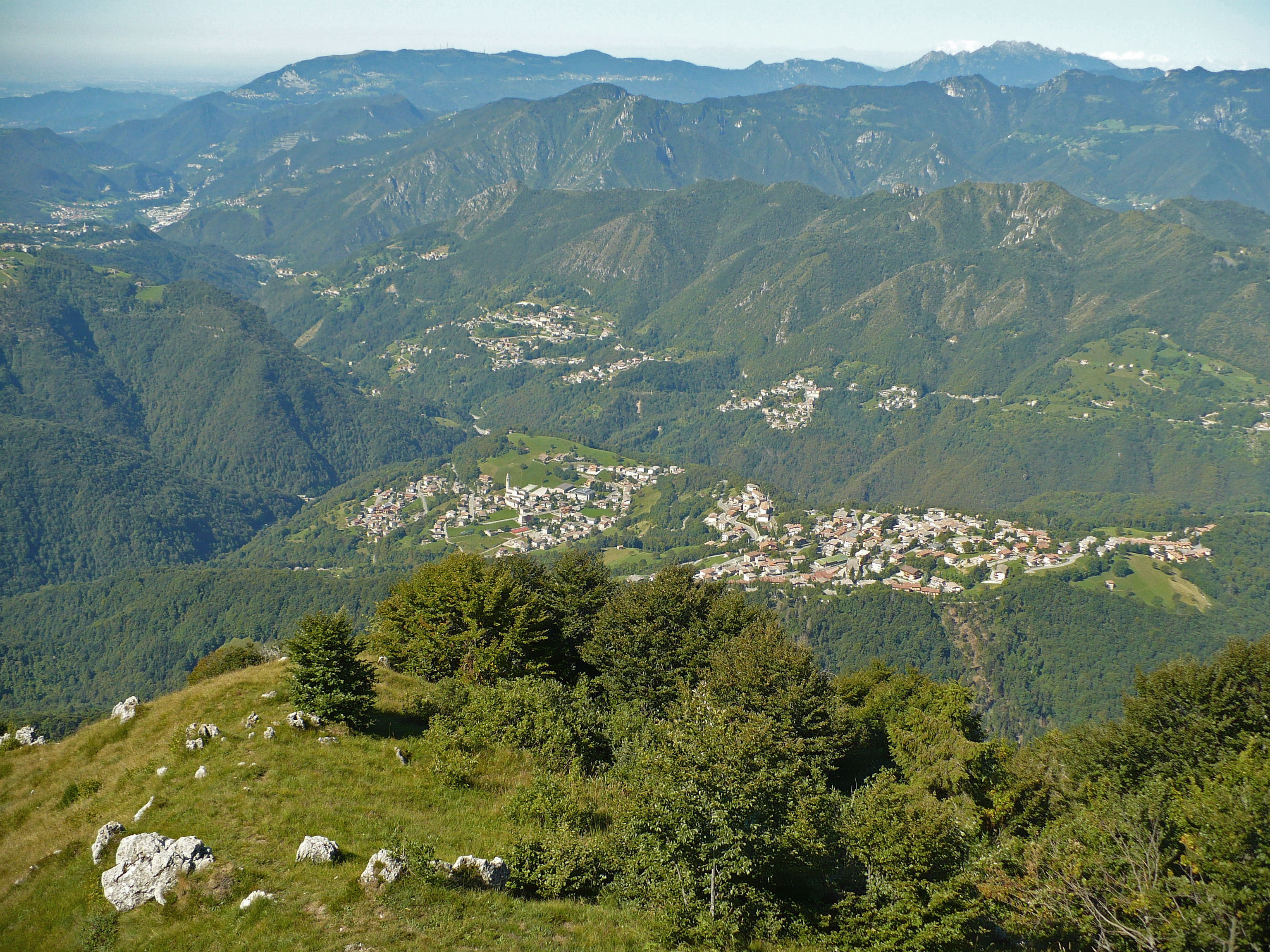
Panorama dalla cima verso Costa Serina